# Пардие, Нуру
Нуру Пардие (англ. Nuru Pardie; род. 12 апреля 1977) — ганский шоссейный велогонщик.

## Карьера
В 2010 году стал чемпионом Ганы в групповой гонке и выступил на первом для Ганы чемпионате Африки.
В 2011 году стартовал на Тур дю Фасо в рамках Африканского тура UCI. Отметился победой на этапе Тура Ганы.
На следующий, 2012 год, снова выступил на чемпионате Африки.
Принимал участие в различны национальных гонках, таких как Cowbell Challenge и Accra Chrono.

## Достижения
2010
 Чемпион Ганы — групповая гонка
2011
3-й этап на Тур Ганы